# Aneomochtherus deserticolus
Aneomochtherus deserticolus là một loài ruồi trong họ Asilidae. Aneomochtherus deserticolus được Karsch miêu tả năm 1888.